# Притула Роман Миколайович
Роман Миколайович Притула (рос. Роман Николаевич Притула; нар. 25 травня 1987, Ленінград, Російська РФСР) — російський актор театру та кіно, музикант.

## Життєпис
Роман Притула народився 25 травня 1987 року в Ленінграді. У 2004 році закінчив середню школу №422 з фізико-математичним ухилом міста Кронштадта.
З 1999 по 2005 рік грав на ударних у рок-гурті «Мертві рифи». 
У 2008 році закінчив театральний факультет Балтійського інституту екології, політики і права (БІЕПП) (майстерня Петра Вельямінова). Після закінчення навчання у 2008 році був прийнятий в трупу Санкт-Петербурзького державного драматичного театру «Комедіанти». 
З 2009 по 2010 Роман Притула співпрацював з Санкт-Петербурзьким антрепризним молодіжним театром «Перетворення».

## Театральні роботи
Навчальний театр БІЕПП
- Пірам — «Сон в літню ніч» Вільям Шекспір;
- Ле-Дюк — «Пригода Казанови» Марина Цвєтаєва.

Молодіжний театр «Перетворення»
- Альфред — «Перетворення» Франц Кафка.

Театр «Комедіанти»
- Скоморох — «Їхала село мимо мужика», О.Ісполатов;
- Гвардієць — «Сірано де Бержерак», Едмон Ростан;
- Мурзавецький — «Вовки та вівці», О.Островский;
- Плутон — «Геть! або Історії кота Філофея», В.Зімін;
- Кицик — «Кицик, Мицик та тітонька Марі», Ю.Чеповецький;
- Турин — «Дурочка», Лопе де Вега;
- Антипка — «Фортечна любов», Іван Тургенєв;
- Марк Трайвер — «Училка з майбутнього», В.Ольшанський;
- Карлсон — «Карлсон», Астрід Ліндґрен;
- Саша Золотников — «Біда від ніжного серця», В.Соллогуб;
- Ернст Леопольдович Буш — «КомпроміSS», С.Довлатов;
- Костя Худяков — «Земляки», В.Шукшин.

## Фільмографія
- 2017 — «Невський. Перевірка на міцність» — Женя Любимов
- 2015 — «Вулиці розбитих ліхтарів-15» — Гена Рудий
- 2015 — «Така робота» — Артем Жуков
- 2015 — «Один день, одна ніч» — Віталій
- 2014 — «Вулиці розбитих ліхтарів-14» — Гена Рудий
- 2014 — «Невський» — Женя Любимов
- 2014 — «Вибух з минулого» — Мухін, дільничний
- 2013 — «Горюнов — мічман
- 2012 — «Шеф-2» — Суслов
- 2010 — «Вулиці розбитих ліхтарів-10» — Максим Тополов
- 2010 — «Державний захист» — бандит
- 2009 — «Катерина. Повернення кохання» — Генка-наркоман
- 2009 — «Блудні діти» — офіціант